# Промет, Лилли
Ли́лли Ли́нда Про́мет (эст. Lilli Linda Promet; 16 февраля 1922, Печоры, Эстонская Республика — 16 февраля 2007, Таллин, Эстония) — эстонская писательница, заслуженный писатель Эстонской ССР (1971).

## Биография
Лилли Линда Промет родилась 16 января 1922 года в семье эстонского художника Александра Промета (1879—1938) в городе Печоры (эст. Petseri), который в то время входил в состав Первой Эстонской республики.
В 1921 году 21-летний Александр Промет взял в жёны русскую девушку Ольгу. Молодая женщина боготворила своего творческого супруга и старалась через любовь к нему полюбить и понять Эстонию. Тем не менее, она не смогла адаптироваться и в новой жизненной обстановке оставалась одинокой до конца своей жизни. Общению с эстонцами мешало слабое знание эстонского языка, отсутствовал также контакт и с представителями русской диаспоры Эстонии. Мать писательницы стала прототипом героини её последнего романа «Изабель» (1992).
После окончания Таллинской 18-й начальной школы, в 1935 году Лилли Промет поступила в эстонскую Государственную художественно-промышленную школу на отделение керамики, которую окончила весной 1940 года. Осенью того же года её пригласили на работу в редакцию советской газеты «Noorte Hääl» (в переводе с эстонского «Голос молодёжи»). Когда разразилась война, Лилли эвакуировалась в Татарию. Впечатления о жизни в эвакуации легли затем в основу романа писательницы «Деревня без мужчин» (1962). Летом 1943 года Лилли Промет направили на работу в блокадный Ленинград в редакцию радиопередач на эстонском языке. В 1944—1951 годах Лилли Промет работала журналисткой в Таллине.
Начав с написания статей и рассказов, Лилли Промет быстро сформировалась в авторитетную писательницу, создававшую произведения во многих литературных жанрах. В 1958 году Промет дебютировала в эстонском издательстве «Looming» (в переводе с эстонского «Творчество») тремя книгами прозы. Это были сборник новелл «Только от чистой любви», сборник рассказов «Приверженцы святого искусства» и сборник путевых очерков «Три раза упакованный чемодан», который она написала в соавторстве с мужем Ральфом Парве.
Хорошее чувство литературной формы и своеобразный художественный стиль сразу обеспечили Лилли Промет видное место среди новеллистов Эстонcкой ССР. Это положение писательницы укрепилось с выходом в свет её сборников «Розовая шляпа» (1961), «Лежащий тигр» (1964), «Шиповник» (1970) и «Иероглифы жизни» (1973).
Самые известные романы Лилли Промет — «Деревня без мужчин» и «Примавера». В этих произведениях, наряду с эстонцами, изображены представители и других народов, что нехарактерно для эстонской литературы. Большинство произведений писательницы в советское время были переведены на русский язык.
Супругом Лилли Промет, с которым она прожила всю жизнь, был эстонский писатель и журналист, член Коммунистической партии Эстонской ССР с 1947 по 1989 год Ральф Парве (1919—2011). Их сын, Ральф Парве-младший (1946—2008), был известным эстонским историком, журналистом, юмористом и политиком, в 1992—1995 годах — членом фракции роялистов в Госсобрании Эстонии, позже — членом Центристской партии Эстонии.
Лилли Промет в годы советской власти получала все блага того времени, которые предлагались советской номенклатуре, и всю жизнь ценила красоту и искусство. Умерла в день своего 85-летия и похоронена на Лесном кладбище Таллина.

## Творчество
- 1957 — Один (Üksi, , маленький роман)
- 1958 — Рассказ о Мекке (Lugu Mekast, маленький роман)
- 1958 — Ученики священного искусства (Püha kunsti jüngrid, маленький роман)
- 1958 — Три раза упакованный чемодан (путевые заметки, в соавторстве с мужем Ральфом Парве)
- 1961 — Акварели одного лета (Ühe suve akvarellid, повесть)
- 1962 — Деревня без мужчин (Meesteta küla, роман)
- 1964 — Лежащий тигр (Lamav tiiger, повесть)
- 1965 — Семь писем из Польши (путевые заметки, в соавторстве с мужем Ральфом Парве)
- 1966 — Девушка в чёрном (Tütarlaps mustas, повесть)
- 1966 — Кто распространяет анекдоты (Kes levitab anekdoote, маленький роман)
- 1971 — Примавера (Primavera, роман)
- 1973 — Тёмные окна (Pimedad aknad, повесть, в русском переводе «Время тёмных окон»)
- 1976 — Лос Капричос («Капризы», пьеса в трёх действиях)
- 1978 — Надгробие от Эльвиры (Hauakivi Elviiralt, сатирическая повесть)
- 1979 — Девушки с неба (Tüdrukud taevast, роман)
- 1982 — Эльзе, принц Теэба (пьеса в четырёх действиях с одним антрактом)
- 1989 — Королю приспичило (буффонада в двух действиях)
- 1992 — Изабель (Iisabel, роман)[7]

Лилли Промет писала также эссе, мемуары, публицистику. Часть из них была опубликована на русском языке в сборнике «Хризантемы для Вашего сиятельства» (1989).
Лилли Промет писала сказки и стихи. Некоторые из её стихотворений вошли в её сборники на русском языке «Шкатулка без замка» (1974), «Шиповник» (1986), «На вечерней аллее» (1989), а сказки — в сборники «Дела земные» (1969), «Желаниям нет конца» (1985), «Росинка» (1986).
Последний роман Лилли Промет «Изабель» (эст. Iisabel) на русский язык не переведён. В 1997 году писательница издала сборник, основанный на своих дневниковых записях 1982—1986 годов — «Воспоминания» (эст. Mälestused).

## Роман «Примавера»
«Примавера» является наиболее широко известным произведением Лилли Промет и соединяет в себе поэтичные путевые заметки и роман о любви. На сегодняшний день в Эстонии вышло четыре издания этого романа, последнее — в 2009 году. Однако в год своего появления роман воспринимался совсем иначе, чем сейчас, и возможно потому, что писательнице приходилось о многом умалчивать или окольными путями давать понять то, что советская цензура в печать не пропустила бы. В своей статье «Потерянная и найденная любовь» в эстонской газете «Eesti Päevaleht» от 12 августа 2016 года эстонские писательницы Кятлин Калдмаа и Хяннелеэле Калдмаа написали: «Мы считаем, что тема „Нашей общей боли 20-го века“ (имеется в виду присоединение Эстонии к СССР и массовые депортации эстонцев 1941 и 1949 годов: Июньская депортация 1941 года, Большая мартовская депортация) в то время была новаторской, однако книга ценна и в настоящее время. Времена изменились, но радости и горести человеческой души остались прежними. В 21-м веке, наряду с болью сопереживания, вызывает также чувство радости то, что ныне не приходится проходить через подобные события, однако рождение и смерть, счастье и горе принадлежат человеческой жизни в любое время».
Главным действующим лицом романа является актриса по имени Саския, которая в путешествии по Италии встречает любовь своей юности по имени Мяртэн. Несмотря на то, что чувства вспыхивают вновь, им мешает память о годах, прожитых в разлуке, и раны прошлого: смерть ребёнка, лагерь для военнопленных… В окружении Саскии действуют также другие персонажи: писатель Мейлер и учёный в области литературы Константин. На фоне их бесед об искусстве контрастом звучат речи соседки Саскии по комнате Февронии, в своём роде типичной необразованной советской женщины, которая в тяжёлые моменты бесед неосознанно вносит элементы лёгкости. Беседы героев охватывают широкий спектр тем: от искусства ренессанса до недавних ужасов войны.
Сама Лилли Промет называла своё произведение «романом поколения» и сожалела о том, что основной интерес вызвала его комическая сторона, представленная Февронией.
Роман «Примавера» вызвал недовольство в российской литературе. Книгу пытались изъять из продажи, однако большая часть тиража была уже к тому моменту продана. В Восточной Германии весь тираж этого романа на немецком языке был уничтожен.

## Экранизации
Четыре произведения Лилли Промет были экранизированы:
- 1963 — Розовая шляпа / Roosa kübar (короткометражный студенческий фильм по одноимённому рассказу, режиссёр Вельё Кяспер, автор сценария Лилли Промет, киностудия «Таллинфильм»)
- 1966 — Акварели одного лета / Ühe suve akvarellid (телефильм, режиссёр Вирве Аруоя, авторы сценария Лилли Промет и Вирве Аруоя, киностудия «Eesti Telefilm»)
- 1967 — Девушка в чёрном / Tütarlaps mustas (кинофильм, режиссёр Вельё Кяспер, автор сценария Лилли Промет, «Таллинфильм»)
- 1968 — Тёмные окна / Pimedad aknad (трёхсерийный телефильм, режиссёр Тынис Каськ, автор сценария Лилли Промет (130 минут, «Таллинфильм»)
- 2008 — Тёмные окна / Pimedad aknad (телефильм, оцифрованная и укороченная версия фильма 1968 года (94 минуты, «Эстонское телевидение» совместно с фимрой «Profilm»)[10]

## Награды и премии
- Медаль «За доблестный труд»[11]
- Орден «Знак Почёта»[11]
- Заслуженный писатель Эстонской ССР (1971)